# 松尾高精
松尾 高精（まつお こうせい、1931年3月16日 - ）は、日本の実業家。元西華産業社長。長崎県出身。

## 経歴・人物
1931年長崎県生まれ。1954年早稲田大学理工学部卒業後、西華産業に入社。ドイツ・デュッセルドルフの現地法人に駐在時、元宇部興産専務執行役員の浅野正之（浅野茂隆・東京大学名誉教授の兄）らと交流があった。同社取締役、常務取締役、副社長を経て、1994年社長に就任。在任中は取引における急速な情報システム化が進んでいたことを受けて、1997年に情報通信委員会を発足させ、イントラネット構築を推進した。こうした取り組みなどもあって西華産業は売上高を伸ばし、東京商工リサーチが行った調査によると、九州・沖縄に本社がある企業の売上高ランキングにおいて9位にランクインし、前年比伸び率は39.6％となった（1997年度）
。1999年に社長を退任、代表権のない会長に就任した。

## 略歴
- 1954年3月 - 早稲田大学理工学部卒業
- 1954年4月 - 西華産業入社
- 1985年 - 同社取締役
- 1987年 - 同社常務取締役
- 1991年6月 - 同社副社長
- 1994年6月 - 同社社長
- 1999年6月 - 同社会長